# روبين كانو
روبين كانو (بالإسبانية: Rubén Cano)‏ (مواليد 5 فبراير 1951) هو لاعب كرة قدم. يلعب مع منتخب إسبانيا لكرة القدم. سبق له أن لعب في كأس العالم لكرة القدم مع منتخب بلاده.

## مسيرته الكروية
لعب روبين كانو خلال مسيرته الاحترافية مع 5 أندية في ثمانية عشر موسمًا وسجل خلالها 184 هدف ضمن 498 مباراة. ولم يفز بأي موسم بالكأس وفاز في موسم واحد بالدوري.
خاض روبين كانو مسيرته مع نادي أتلتيكو أتلانتا في موسم 1970 ليلعب معه خمسة مواسم، مشاركًا في 159 مباراة سجل خلالها 40 هدف. ثم انتقل إلى نادي إلتشي في موسم 1974–75 ولمدة موسمين، حيث شارك في 60 مباراة سجل خلالها 12 هدفًا. لينتقل بعدها إلى نادي أتلتيكو مدريد في موسم 1976–77 ليلعب معه ستة مواسم، مشاركًا في 167 مباراة سجل خلالها 82 هدفًا. ثم انتقل إلى نادي تينيريفي في موسم 1982–83 واستمر معه طيلة ثلاثة مواسم، مشاركًا في 63 مباراة سجل خلالها 31 هدفًا. هذا وانتقل لاحقًا إلى نادي رايو فايكانو في موسم 1985–86 ولمدة موسمين، مشاركًا في 49 مباراة سجل خلالها 19 هدفًا.

## روابط خارجية
- روبين كانو على موقع الاتحاد الدولي (مؤرشف)  (الإنجليزية)
- روبين كانو على موقع الاتحاد الأوربي (الإنجليزية)
- روبين كانو على موقع قاعدة بيانات كرة القدم.إي يو (الإنجليزية)
- روبين كانو على موقع ناشيونال فوتبول تيمز (الإنجليزية)